# Ортау
Орта́у (каз. Қызылтау) — село у складі Шетського району Карагандинської області Казахстану. Адміністративний центр Ортауського сільського округу.
Населення — 276 осіб (2021; 312 у 2009, 342 у 1999, 880 у 1989).
Національний склад станом на 1989 рік:
- казахи — 100 %.

У радянські часи село називалось також Ферма № 4 совхоза Ортау.